# Iceland International 1986
Die Iceland International 1986 im Badminton fanden vom 15. bis zum 16. März 1986 in Reykjavík statt. Es war die Erstauflage dieser internationalen Titelkämpfe von Island im Badminton. 

## Finalergebnisse
| Disziplin    | Sieger                             | Finalist                             | Ergebnis           |
| ------------ | ---------------------------------- | ------------------------------------ | ------------------ |
| Herreneinzel | Wang Junjie                        | Ross Gladwin                         | 15-6, 15-12        |
| Dameneinzel  | Elinor Allen                       | Jill Barrie                          | 11-3, 11-5         |
| Herrendoppel | Ross Gladwin Alastair Baker        | Haraldur Kornelíusson Víðir Bragason | 15-11, 15-3        |
| Damendoppel  | Kristín Magnúsdóttir Þórdís Edwald | Elinor Allen Jill Barrie             | 3-15, 15-12, 15-12 |
| Mixed        | Alastair Baker Elinor Allen        | Ross Gladwin Jill Barrie             | 15-7, 15-13        |